# 見田村千晴
見田村 千晴（みたむら ちはる、1986年5月15日 - ）は、日本の女性シンガーソングライター。岐阜県岐阜市出身。血液型O型。

## 経歴
2歳からピアノ、3歳からヴァイオリンを始める。岐阜県立岐阜高等学校では音楽部に所属し、第57回全日本合唱コンクール全国大会で金賞および文部科学大臣奨励賞を受賞。音楽部の一員として、岐阜県民栄誉賞も受賞した。
2005年、早稲田大学進学とともに春に上京、バンドサークルに所属してギターと曲作りを始める。
2007年春より、ソロにてギター弾き語りでのライブ活動を始める。
2009年、大学卒業をすると本格的に活動開始。年間100本以上のライブを行うほか、3枚の自主制作CDを発表、自主企画ライブ『ヨコロビ』やワンマンライブの開催など精力的に活動。
2011年、タワーレコードの「Knock in'on TOWER's Door」で準グランプリを獲得。6月に1stアルバム「いつかのように」をリリース。9月にユニクロ「ヒートテック」CM「シンガーソングライター」篇に出演。ウェザーニューズの気象情報番組『SOLiVE24』内の「ソラウタ」に選ばれた「雨と空言」が100万ダウンロードを記録。
2012年、2ndアルバム『I handle my handle』をリリース。
2013年、アルバム「ビギナーズ・ラック」でビクターエンタテインメントからメジャーデビュー。

## 人物
物心がつく以前から母親の影響でクラシック音楽の教育を受ける。中学生の頃に次々デビューとしたaikoや椎名林檎といった女性シンガーソングライターたちに憧れるようになり、矢井田瞳、MISIA、aiko、SPEED、吉田美和といった女性歌手たちの曲を物真似してその人になりきって歌っていた。なかでも特に矢井田瞳のことが好きで、ライブに行ったり、CDを揃えたりするようになった。高校では合唱部で活動する一方、テレビの歌番組にかじり付いてそこで流れる歌をカラオケに合わせて歌いまくっていた。
最初にギターに触ったのは高校生のときで、きっかけはやはり矢井田瞳だった。ヴァイオリンができるのだからきっとすぐ弾けるだろうと舐めていたが、いざ従兄弟から借りたアコースティックギターを触ってみると全く異なる楽器ですぐに弾かなくなってしまい、結局本格的に練習し始めたのは大学に入ってから。
クラシックは好きになれなかったが、おかげで絶対音感や楽典の知識が身に付いた。また合唱で鍛えられたため、歌詞が良く聴こえると言われる機会も多い。しかし本当になりたかったのはポップス歌手。
最初に買ったギターはあまり弾かなくなったエレキギターで、大学のサークルに入った時に買ったフェンダー・ジャパンのテレキャスター。アコースティックギターを初めて買ったのは、1人でライブをしていこうと覚悟を決めた20歳の誕生日の翌日で、矢井田瞳がライブなどで使っていたギブソン・ダヴ。
ハロー!プロジェクト好きとして知られている。

## 作品

### アルバム
|          | 発売日         | タイトル                               | 規格品番                              | 収録曲 | 備考                           |
| -------- | -------------- | -------------------------------------- | ------------------------------------- | --- | ------------------------------ |
| 1st      | 2011年6月22日  | いつかのように                         | KUP-004                               | 1. intro -出発に寄せて 2. 青 3. 渋谷駅東口歩道橋 4. 始まり 5. 明日がバスに乗って 6. night 7. オンザステージ 8. お喋リズム 9. ハルジオン 10. 日当たりの悪い部屋で君と 11. 歩いて 12. ラプソディ 13. 静かな今日の唄 | Knock up!                      |
| 2nd      | 2012年10月17日 | I handle my handle                     | KUP-014                               | 1. 雨と空言 2. 愛がそこに無くても 3. 寄り道 4. イス取りゲーム、音のする方へ 5. ヘッドライト・テールライト 6. YOU 7. 東京シネマ | Knock up!                      |
| 1st mini | 2013年9月25日  | ビギナーズ・ラック                     | VICL-64043                            | 1. ラブソング 2. 悲しくなることばかりだ 3. 秘密 4. 妄想と現実とチョコレート 5. 私の良いとこ 6. 明日天気になりますように 7. 普通 | オリコン最高215位、登場回数1回 |
| 2nd mini | 2014年4月16日  | 寝そべった夕暮れを切り裂いてバスはゆく | VICL-64146                            | 1. レプリカ 2. もう一度会ってはくれませんか 3. 砂のお城 4. MUSIC 5. 花嫁 6. センチメンタル 7. だいたい思ったとおり | オリコン最高202位、登場回数1回 |
| 3rd      | 2015年4月22日  | 正攻法                                 | VIZL-823:初回限定盤 VICL-64347:通常盤 | 1. はなむけ 2. わたくしどもが夢の跡 3. LIFE SONG 4. 悲しくなることばかりだ[Mix for Seikoho] 5. youth 6. バンドマンずるい 7. 愛だろうが 恋だろうが 8. もう一度会ってはくれませんか 9. ガール 10. MUSIC 11. ラブソング[Mix for Bass] 12. 独り 初回盤DVD - ＜LIVE at Mt.RAINIER HALL SHIBUYA PLEASURE PLEASURE on 2014.5.10＞ 1. 青 2. 悲しくなることばかりだ 3. もう一度会ってはくれませんか - ＜ミュージックビデオ＞ 1. 悲しくなることばかりだ 2. もう一度会ってはくれませんか 3. わたくしどもが夢の跡 | オリコン最高163位、登場回数1回 |
| 4th      | 2019年10月9日  | 歪だって抱きしめて                     | KCJT-0001                             | 1. 禁煙席 2. 独白 3. ex.friend 4. 東京模様 5. あの日雨が降ったから 6. Woman 7. ユーモアが足りない 8. 銀河鉄道の夜 (不可思議/wonderboy カバー) 9. 手のひらのラブソング | オリコン最高183位、登場回数1回 |

### シングル
|     | 発売日        | タイトル             | 規格品番   | 収録曲 | 備考                |
| --- | ------------- | -------------------- | ---------- | --- | ------------------- |
| 1st | 2008年7月8日  | 雨と空言             |            | |                     |
| 2nd | 2009年3月27日 | モノローグ           |            | |                     |
| 3rd | 2010年1月14日 | signal               |            | 1. your life, your journey 2. 渋谷駅東口歩道橋 3. ハルジオン 4. だからあなたに恋をする 5. 始まり                                  | ライブ会場限定販売  |
| 4th | 2011年3月2日  | 始まり               | KUP-001    | 1. 始まり 2. 歩いて 3. 紙とペンだけこの手にあれば                                                                                 | タワーレコード限定  |
| 5th | 2015年3月18日 | わたくしどもが夢の跡 | VICL-36934 | 1. わたくしどもが夢の跡 2. ペーパードライバー 3. Safari 4. わたくしどもが夢の跡(Instrumental) 5. ペーパードライバー(Instrumental) | メジャー1stシングル |

### デジタル配信シングル
- エピローグ （2011年9月21日）
  - ユニクロ「ヒートテック」CM使用曲

## ミュージックビデオ
| 監督     | 曲名                             |
| 笠原隼人 | 「もう一度会ってはくれませんか」 |
| 北平誠治 | 「青」(出演:山岸愛梨)            |
| 富田兼次 | 「悲しくなることばかりだ」       |
| 守矢努   | 「わたくしどもが夢の跡」         |

## 楽曲提供
Task have Fun
- 「マーブル色の気持ち」（シングル「幻想セレナーデ」c/w）
- 「春風」（シングル「キミなんだから」c/w）
- 「夢見る季節を過ぎても」（アルバム『Violet tears』）

## 活動

### 現在のレギュラー番組
- Harmonic Groove!!（2015年 - 、アール・エフ・ラジオ日本）※第1週を担当。
- GIFU JAM「見田村千晴の10分ください！」（2020年 - 、FM GIFU）

### 過去のレギュラー番組
- Music Attendant （FM COCOLO、宇崎竜童の番組で一コーナーに出演、2013年3月31日終了）
- Radioholic （ZIP-FM、毎週火曜日23:30 - 24:00、2015年3月31日終了）
- YOKOHAMA MUSIC AWARD （FMヨコハマ、第3木曜YMA ANNEX担当「妄想と現実とチョコレート」、2015年6月18日終了）
- 君に、胸キュン。 （ぎふチャン、2014年6月29日終了） - 進行は渡邉晴子。隔週電話にて出演
- 見田村ンキング （ぎふチャン、「ときめきステーション ダブジェネカウントダウン」内、毎週土曜14:00 - ）
- Meets up Friday（FM GIFU、2020年3月卒業）

## 主なライブ
- 2009年12月24日 - 『君が唄う唄 クリスマススペシャル〜オーネスト出張編』
- 2010年11月16日 - Beautiful days
- 2011年07月10日 - 音霊 OTODAMA SEA STUDIO 2011 「浜辺の音楽会 2011'」
- 2011年10月16日 - MINAMI WHEEL 2011
- 2012年04月28日 - NEW BREEZE
- 2012年05月10日 - 4LDK
- 2012年10月12日 - MINAMI WHEEL 2012
- 2013年03月27日 - Music meets in spring〜春の音楽会〜
- 2013年05月17日 - GOOD MUSIC LIFE
- 2013年09月04日 - オトノォト page.4
- 2013年09月18日 - LIVE SUPERNOVA Bol.87
- 2013年09月22日 - 長岡京ソングライン'13
- 2013年09月28日 - 若草山 MUSIC FESTIVAL 2013
- 2013年10月05日 - MEGA☆ROCKS 2013
- 2013年10月13日 - MINAMI WHEEL 2013
- 2013年11月24日 - 音がく探訪 vol.1
- 2014年02月12日 - フリージアとショコラ 2014
- 2014年04月20日 - トアロード・アコースティックフェスティバル2014
- 2014年04月29日 - 『鉄ロックフェスティバル特別編!!!』 〜てっちゃんバースデースペシャル〜
- 2014年05月20日 - nice to meet you.
- 2014年05月25日 - n・g・g・f 〜new guitar girls fes.〜
- 2014年06月08日 - SAKAE SP-RING 2014
- 2014年08月24日 - RADIO BERRY 20th ANNIVERSARY ベリテンライブ2014 〜宇都宮ESPRIT〜
- 2014年09月10日 - TORROAD ACOUSTIC NIGHTS 2014
- 2014年09月21日 - 長岡京ソングライン'14
- 2014年10月13日 - MINAMI WHEEL 2014
- 2014年10月22日 - 音がく探訪 vol.6
- 2014年11月30日 - 熊谷叙情詩 第7章
- 2014年12月11日 - Natural Woman
- 2014年12月29日 - COUNTDOWN JAPAN 14/15
- 2015年01月29日 - JANUS presents "Magic Time vol.5"
- 2015年04月19日 - トアロード・アコースティック・フェスティバル2015
- 2015年04月29日 - HUG ROCK FESTIVAL 2015
- 2015年05月07日 - wordsUP!! Vol.5
- 2015年06月06日 - SAKAE SP-RING 2015
- 2015年06月19日 - 詩音 〜utaoto〜
- 2015年07月03日 - 音霊 OTODAMA SEA STUDIO 2015「ビーチのシンフォニー2015'」
- 2015年08月08日 - ROCK IN JAPAN FESTIVAL 2015
- 2015年10月10日 - MINAMI WHEEL 2015
- 2015年10月18日 - BLANTON 23th Anniversary!!【TOKYO HOT NIGHT】
- 2015年11月03日 - HUG ROCK FESTIVAL 2015 秋頃
- 2016年11月23日 - Salley Gardens〜柳の庭の音楽会〜vol.1
- 2016年04月29日 - HUG ROCK FESTIVAL 2016 春うらら